# キム・ドットコム
キム・ドットコム（英語： Kim Dotcom、出生名： キム・シュミッツ〈ドイツ語： Kim Schmitz〉）は、ドイツとフィンランドの二重国籍を持つ実業家、政治活動家、ミュージシャンである。MEGAUPLOADやMEGAなどのオンラインストレージサービスを立ち上げた。

## 来歴
1974年に当時西ドイツだった現ドイツ北部のキールに生まれた。2005年にオンラインストレージサービスを提供するMEGAUPLOADを創業し、1億7500万ドルもの収益を得た。

### 逮捕
ドットコムが創業したMEGAUPLOADは1億5000万人ものユーザー数をほこり、1日のアクセスユーザーは5000万人。インターネットの全トラフィック中4%を占める一大サービスだった。
2012年1月5日、アメリカのバージニア州で著作権違反やマネーロンダリングなどの罪で起訴され、同月20日にニュージーランドのコーツヴィルでニュージーランド警察に逮捕されたが、2月には「インターネットの使用禁止」という条件のもとで保釈された。以降、アメリカへの身柄引き渡しをめぐって裁判で争っていたが、2024年8月にニュージーランド司法相が身柄の引き渡しを承認した。